# 通靈感應
是一部2010年的美國劇情電影，由奇連·伊士活執導、監製和配樂，彼得·摩根編劇，史提芬·史匹堡執行製作。電影講述三個平行故事，三人在類似方面被死亡所影響，他們三人都有可以與死者溝通的問題；麥·迪文飾演美國工廠工人George，他能夠與死者溝通並曾是一名專業的靈視者，但再也不想與死者溝通；西西莉·迪·法蘭斯飾演法國電視新聞記者Marie，於2004年南亞海嘯期間的瀕死經驗中幸存；以及英國雙胞胎Marcus與Jason（Frankie和George McLaren 飾演）。拜絲·黛麗·侯活、Lyndsey Marshal、傑·摩爾和Thierry Neuvic飾演配角。
摩根於2008年把待售劇本賣給夢工場，但轉讓至華納兄弟。伊士活在2009年簽約執導。主要拍攝外景於2009年10至2010年2月在倫敦、三藩市、巴黎和夏威夷州進行。
《通靈感應》於2010年9月在2010年多倫多國際影展上以「特別介紹」首映。2010年10月15日特定有限上映，2010年10月22日在北美各地公映。雖然票房成功，但電影評價不一，評論家稱讚其情節和表演演出，然而電影缺乏故事焦點。

## 演員
- 麥·迪文 飾 George Lonegan，美國工廠工人和靈媒
- 西西莉·迪·法蘭斯 飾 Marie Lelay，法國電視新聞記者，於一場海嘯中存活
- Frankie和George McLaren 飾 Marcus和Jason，雙胞胎兄弟
- Lyndsey Marshal（英语：Lyndsey Marshal） 飾 Jackie，Marcus和Jason的母親，海洛英成癮者
- Thierry Neuvic（英语：Thierry Neuvic） 飾 Didier，Marie的情人
- 傑·摩爾 飾 Billy Lonegan，George的哥哥
- 拜絲·黛麗·侯活 飾 Melanie，與George開始關係的女人
- 米蘭妮·讓帕諾米 飾 記者Jasmine
- 瑪爾特·克勒爾（英语：Marthe Keller） 飾 醫生
- 戴瑞克·傑寇比 飾 他自己，在倫敦書展中閱讀查爾斯·狄更斯的《小杜麗》
- 妮雅姆·庫薩克（英语：Niamh Cusack） 飾 Marcus的養母
- George Costigan（英语：George Costigan） 飾 Marcus的養父
- 理查·坎德 飾 Christos Andreou
- Jean-Yves Berteloot（英语：Jean-Yves Berteloot） 飾 Michel，Marie的出版人
- 史提夫·許瑞帕 飾 Carlos，烹飪教師
- Jenifer Lewis（英语：Jenifer Lewi） 飾 Candace
- 馬修·貝恩頓 飾 學院接待員
- Céline Sallette（英语：Céline Sallette） 飾 秘書

## 外部連結
- 官方网站
- 互联网电影数据库（IMDb）上《通靈感應》的资料（英文）
- 爛番茄上《通靈感應》的資料（英文）
- 豆瓣电影上《通靈感應》的資料 （简体中文）
- Metacritic上《通靈感應》的資料（英文）
- Box Office Mojo上《通靈感應》的資料（英文）